# Высшевесёловский сельский совет (Великописаревский район)
Высшевесёловский, ранее Вы́ше-Высёловский се́льский сове́т (укр. Вищевеселівська сільська рада) — входил до 2020 года в состав
Великописаревского района
Сумской области
Украины.
Административный центр сельского совета находился в 
с. Вы(с)шевёселое
.

## История
- ? — дата образования Выше-Весёловского сельского Совета депутатов трудящихся.
- После 17 июля 2020 года в рамках административно-территориальной «реформы» по новому делению Сумской области[2][3] сельский совет, как и весь Великописаревский район, был ликвидирован; входящие в него населённые пункты и его территории были присоединены к … территориальной общине (укр. громаде) Ахтырского района Сумской области.

## Населённые пункты совета
- с. Вы(с)шевёселое
- с. Василевка
- с. Ми́рное
- с. Родное